# نوواییدرانی
نوواییدرانی (به مجاری:  Novajidrány) یک شهرداری در مجارستان است که در ناحیه انچ واقع شده‌است. نوواییدرانی ۱۴٫۳۱ کیلومتر مربع مساحت و ۱٬۴۲۹ نفر جمعیت دارد.